# Ripoff Raskolnikov
Ripoff Raskolnikov, eredeti nevén Ludwig (Lutz) Knoglinger (Linz, 1955. augusztus 9. – ) osztrák énekes-dalszerző, gitáros, „tiszteletbeli magyar” blueszenész.

## Pályája
Értelmiségi családból származik, apja fizikus. A kora gyermekkorát Linzben töltő művész 12 évesen települt át családjával az NSZK-ba. Érdeklődése hamar a zene felé fordult, különösen vonzotta a hippimozgalom, ezért az érettségi után, 18 éves korában nekivágott a világnak, utcazenészként járta az európai országokat. Egy telet töltött Kréta szigetén, hosszabb ideig élt és zenélt Marokkóban, Franciaországban, Egyesült Királyságban, valamint Ídra szigetén, megfordult Ausztráliában és az Amerikai Egyesült Államokban.
Raskolnikov kezdetben az európai népzenékért rajongott, elsősorban népdalokat adott elő. Később Jimi Hendrix, a Rolling Stones, Bob Dylan, majd az őket megelőző bluesgeneráció, Blind Lemon Jefferson , Muddy Waters, Blind Willie McTell, Skip James, Robert Johnson, továbbá John Lee Hooker és Van Morrison volt rá hatással. Az évek során Raskolnikov stílusa változott, mára repertoárját egyértelműen a blues jellemzi. Erőteljes költői, illetve zenei kifejezéssel bíró dalai régi szerelmekről, utazásokról, a mindennapok gondjairól és szépségeiről szólnak, olyan emberi érzelmek kapnak bennük helyet, mint a szeretet, a szenvedély, a vágy, veszteség, a fájdalom, a szépre való törekvés, az életéhség, vagy a halálfélelem. A saját, többnyire kiábrándító tapasztalatokból táplálkozó, szomorúságba, önsajnálatba hajló dalok szövegét egyes szám első személyben írja. Az 1970-es évek végén egy aktuális, intenzív olvasási élménye hatására választotta művésznévnek Dosztojevszkij Bűn és bűnhődés regénye főhősének nevét, mivel erős rokonságot érzett vele. Akkortájt alakította ki ikonikussá vált színpadi megjelenését is: a fekete, csíkos zakót piros rózsa kitűzővel, trikóval és kalappal.
Egy hosszabb nürnbergi tartózkodást követően, 1981-ben visszatért Ausztriába és Grazban telepedett le. Eleinte ott is utcazenélésből élt, majd rendszeres vendége lett különféle puboknak, kluboknak és bluesfesztiváloknak. 1987-ben alapította meg Sigi Ritter és Peter Moschner zenésztársaival a 20th Century Blues Band zenekart, amellyel 13 éven keresztül – stílszerűen a 20. század végéig – lépett fel nagy sikerrel Ausztriában és Európa-szerte.

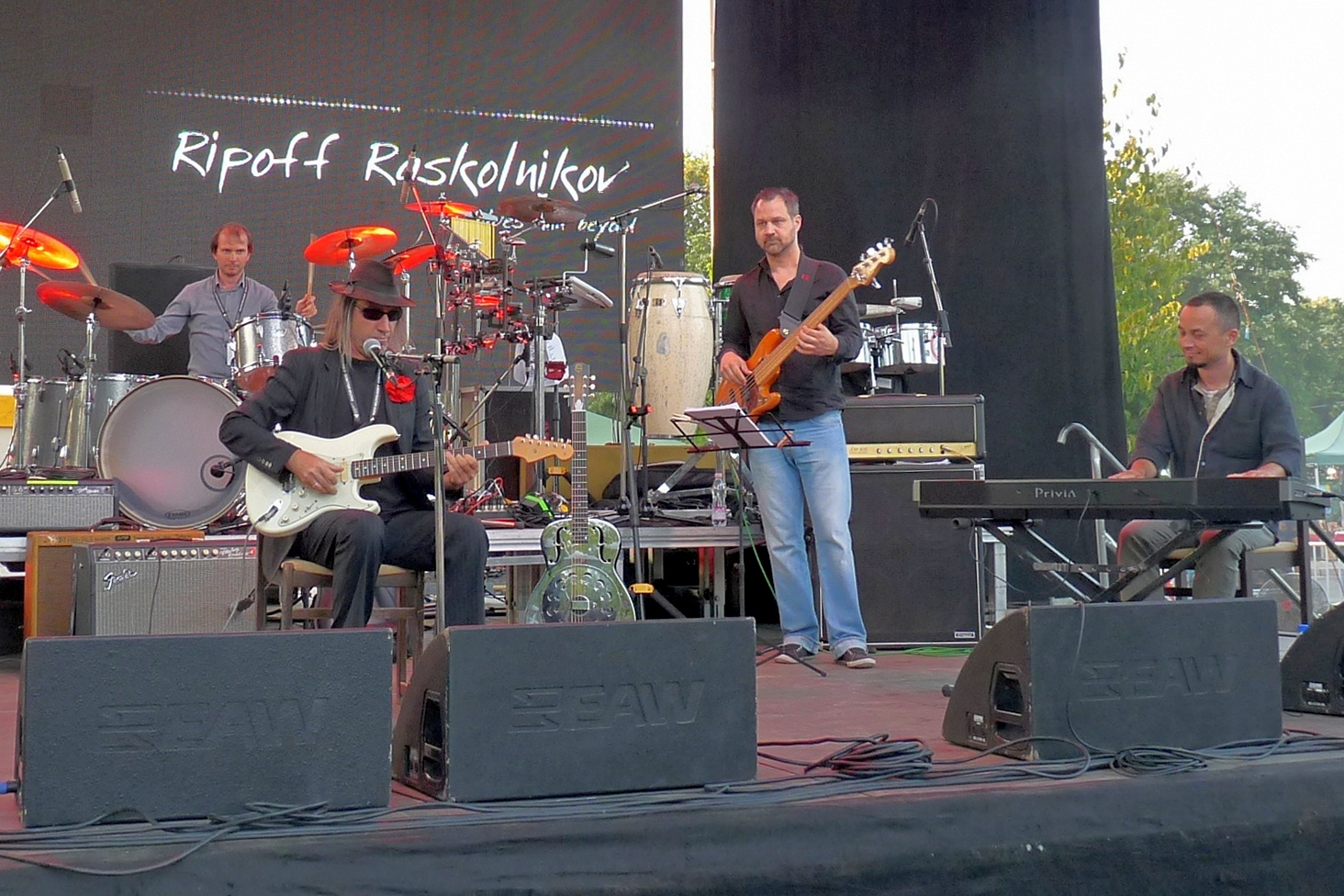
A Ripoff Raskolnikov Band koncerten (2015)

1987 novemberében, baráti meghívásra látogatott el először zenekarával Magyarországra, ahol a kezdetekben fellépéseit kétségtelenül egyfajta egzotikum iránti vonzalom vezérelte, de Ripoff hamar ráérzett, hogy – mint nyilatkozta – „lélekben leginkább magyar”; itt valóban értik, és többre értékelik őt, mint hazájában. Az 1990-es évek elején szoros baráti és munkakapcsolatot alakított ki a Palermo Boogie Gang tagjaival, rendszeresen lépett fel velük koncerteken. 1993-ban ismerkedett meg Pribojszki Mátyással, akivel rendszeresen voltak egymás vendégei koncertjeiken. 2008 tavaszán egy hollandiai és belgiumi turnéjuk során határozták el egy közös album készítését; a Room for Two című akusztikus lemez a következő év elején meg is jelent. További lemezeit ugyancsak Magyarországon rögzítette. Noha osztrák állampolgár s állandó lakhelye Grazban van, idejének nagy részét Magyarországon tölti: Hegyhátszentpéteren vásárolt házában szeret feltöltődni, fellépéseinek többségét itt adja, s míg Ausztriában nincs, hazánkban van menedzsere.
Időközben létrehozta a Ripoff Raskolnikov Bandet, de a más zenekarokban is játszó magyar zenésztársaival keveset tudott koncertezni. A helyzeten az első Magyarországon kiadott, Everything is Temporary albumának elkészítése változtatott: a felvételhez összeállt zenészek egy része úgy döntött, folytatják a közös munkát. Jelenlegi zenekarának tagjai: Nagy Szabolcs (zongora), Varga „Laca” László (basszusgitár) és Gyenge Lajos (dob).
A blueszenét a legtágabb értelmében veszi. Fekete gyökerű, de vérbeli közép-európai bluest játszik, a Bob Dylan és Tom Waits által képviselt irányvonalat követve. Zenekarával alkalmanként együtt zenél Kiss Tibivel, Varga Liviusszal, Frenkkel és Ian Siegallel a Braindogs formációban; e koncerteken Tom Waits dalait játsszák. Rendszeresen fellép olyan más magyar és külföldi zenészekkel, mint Pribojszki Mátyás, Little G Weevil, Fekete Jenő, Petendi Tamás, illetve Big Daddy Wilson, Roberto Luti, Chuck LeMonds, Julian Sas, Martin Gasselsberger, „Sir” Oliver Mally és Ismael Barrios.
2006-ban a salzburgi Theater Ecce színházi csoport felkérésre zenét írt Dosztojevszkij Bűn és bűnhődés című regényének színpadi adaptációjához. A dalokat, amelyek az év folyamán CD-n is megjelentek, élőben adta elő az előadásokon. 2008-ban ugyanott Gorkij Éjjeli menedékhelyéhez írt dalokat.
A szerzeményeit angol nyelven író és előadó művész német anyanyelvén kívül jól beszél franciául és magyarul.
Szuverén szellemiségű, egyedi művészeti életpályáért 2010-ben megkapta a Párhuzamos Kultúráért díjat.

## Lemezei
- 1988 – Ripoff Raskolnikov & The 20th Century Blues Band (LP, Album)
- 1991 – Out of the Blue (LP, Album – Garage Klang)
- 1992 – Live [at Cafe Seitensprung] (CD, Album – Extraplatte)
- 1995 – Wear and Tear (CD, Album – Extraplatte)
- 2001 – Alone and Acoustic (CD, Album – Partisan Records)
- 2003 – Lucid Moments (CD, Album – POM Records)
- 2006 – Crime and Punishment (CD, Album – POM Records)
- 2006 – Everything is Temporary (CD, Album – magánkiadás)
- 2009 – Room for Two (Pribojszki Mátyással közös CD album – magánkiadás)
- 2010 – Lost & Found (CD, Album – magánkiadás)
- 2012 – Lenin Street (CD, Album + CD, Album, Dig – Lindo Records)
- 2016 – Odds And Ends (CD, Album – XLNT Records)
- 2018 – Small World (CD, Album – XLNT Records)
- 2023 – Ripoff Raskolnikov Band (Live) (Album – magánkiadás)
- 2024 – Twilight Tales (MP Album – XLNT Records)